# Actinodaphne moluccana
Actinodaphne moluccana är en lagerväxtart som beskrevs av Carl Ludwig von Blume. Actinodaphne moluccana ingår i släktet Actinodaphne och familjen lagerväxter. Inga underarter finns listade i Catalogue of Life.